# Ci devi fare un goal
Ci devi fare un goal è il quattordicesimo album di Francesco Baccini, pubblicato nel 2010 dalla Sugar Music.

## Tracce
1. Ci devi fare un goal – 3:40
2. Il cielo di Milano – 4:47
3. Genova blues – 4:02
4. Fotomodelle – 2:29
5. Ti amo e non lo sai – 4:49
6. Mamma dammi i soldi – 3:28
7. Ragazza da marito – 3:39
8. Qua qua quando – 3:39
9. Penelope – 2:59
10. Ho voglia d'innamorarmi – 4:01
11. Margherita Baldacci – 3:57
12. Ginger e Fred – 4:16
13. In fuga – 3:21
14. Le donne di Modena – 5:10
15. Sotto questo sole (feat. Ladri Di Biciclette) – 4:18
16. Maschi contro femmine – 3:40
17. Vedrai vedrai – 3:43